# Linia kolejowa Malbork Kałdowo Wąskotorowy – Stare Pole – Fiszewo – Jasna
Linia kolejowa Malbork Kałdowo Wąskotorowy – Stare Pole – Fiszewo – Jasna – funkcjonująca od 1900 roku wąskotorowa linia kolejowa, stanowiąca fragment sieci Gdańskiej Kolei Dojazdowej. Stanowiła fragment większej sieci połączeń wąskotorowych na Żuławach, wybudowanych przez spółkę Westpreußische Kleinbahnen Aktien-Gesellschaft (WKAG – Zachodniopruska Spółka Małych Kolei).

## Historia

### Odcinek Malbork Kałdowo Wąsk. – Malbork Wąsk.
Odcinek Malbork Kałdowo Wąsk. – Malbork Wąsk. o długości ponad 3 km i szerokości toru 750 mm oddano do ruchu w dniu 15 października 1900 r. Jego budowa należała do najtrudniejszych w realizacji odcinków wybudowanych przez WKAG. Do pokonania różnic wysokości koło Malborka Kałdowa Wąsk. wybudowano tzw. zakos i stromy podjazd (15 promili) tak, by pociąg mógł się rozpędzić i wjechać na stary most, należący kiedyś do Ostbahn, a następnie przejechać po moście nad rowami obronnymi zamku malborskiego. Dalej tory poprowadzono ulicami miasta i vis a vis dworca kolei państwowej wybudowano stację Malbork Wąskotorowy. Stąd tor wąskotorówki prowadził do cukrowni Malbork, a od 1905 r. do wodociągów i gazowni miejskiej. 
Po trasie poruszały się pociągi pasażerskie do Nowego Dworu Gdańskiego i Lisewa. Poza tym kursowały pociągi towarowe, które, szczególnie jesienią, gdy szyny były śliskie, miały problemy z wjazdem po stromym podjeździe koło Malborka Kałdowa. Wówczas na ratunek często wzywano drugą lokomotywę z Malborka Wąskotorowego. 
W styczniu 1920 po obu stronach mostu nad Nogatem utworzono urzędy celne: na prawym brzegu – Rzeszy Niemieckiej, a w Kałdowie – WM Gdańska, co spowodowało pewne utrudnienia w ruchu pociągów. Mimo tego przez cały okres międzywojenny pociągi osobowe i towarowe kursowały. 
W czasie II wojny światowej przewozy wąskotorówką osiągnęły nienotowane dotąd wielkości, a odcinek ten stanowił ważne ogniwo łączące dwie części kolejki. Od 27 stycznia 1945, gdy miasto Malbork i zamek krzyżacki zostały zamienione w twierdzę, mostu strzegli żołnierze Wehrmachtu. W końcu gdy obrona miasta nie miała już szans, w dniu 9 marca 1945 wieczorem żołnierze niemieccy opuścili miasto i wysadzili most w powietrze.
Kilka miesięcy po kapitulacji Niemiec rozpoczęto odbudowę drugiego mostu Kolei Pruskiej (dla linii normalnotorowej). Uszkodzenia starego mostu wąskotorowego były na tyle duże, że inżynierowie zdecydowali się go nie odbudowywać. Zdecydowano się na rozwiązanie tymczasowe – jesienią 1948 r. na moście z torem normalnym ułożono również tor wąski i wznowiono ruch kolei wąskotorowej (m.in. do cukrowni). Takie rozwiązanie funkcjonowało przez 7 lat, aż ostatecznie w 1955 r. wstrzymano ruch pociągów wąskotorowych przez most nad Nogatem. Wkrótce rozebrano odcinek toru wąskiego i obie części kolejki uległy rozdzieleniu.

### Odcinek Malbork Wąsk. – Stare Pole Wąsk. – Jasna
Linia Malbork Wąsk. – Stare Pole Wąsk. – Jasna oddana została do ruchu etapami: 
- 7 listopada 1900 r. uruchomiono przewozy na odcinku Królewka – Stare Pole Wąsk. – Stalewo.
- 12 września 1903 r. oddano do użytku środkowy odcinek Malbork Wąsk. – Królewka, po wybudowaniu trzech wiaduktów
- 1 października 1909 r. otwarto odcinek Stalewo – Jasna

Poza tym na trasie istniało kilka bocznic m.in. do cukrowni Stare Pole oraz najdłuższa, oddana w 1913 r. do wsi Szaleniec (2,4 km). 
Do wybuchu I wojny światowej na całej trasie panował dość ożywiony ruch pociągów osobowych i towarowych, później przewozy spadły i od 1917 r. kursowała już tylko jedna para pociągów dziennie. W 1922 r. na całej trasie pociągi kursowały tylko dwa razy w tygodniu, i przewieziono tylko 1015 pasażerów. Od 1924 r. linia służyła tylko cukrowni Stare Pole do transportu buraków. 
Znaczenie linii wzrosło w czasie II wojny światowej, gdyż pełniła pomocniczą rolę przy budowie niemieckich zakładów lotniczych, w których powstawały myśliwce Focke & Wulf. Od 1942 r. na trasie Malbork Wąsk. – Królewka (w niedziele) znów kursowały pociągi osobowe do przewozu pracowników tych zakładów. 
Ostatni pociąg zapełniony ewakuowaną ludnością wyjechał ze Starego Pola w dniu 24 stycznia 1945 r.
Linia nie ucierpiała w czasie wejścia sowietów tak, że w dniu 15 września 1945 na całej trasie PKP uruchomiły pierwsze pociągi towarowe do przewozu buraków do cukrowni Stare Pole i Malbork. W kolejnych latach panował tu ożywiony ruch towarowy, jednak linia nie była remontowana i prędkość pociągów trzeba było ograniczyć do 10 km/h. 
Od 1955 linia używana była tylko przez cukrownię Stare Pole, a w 1958 r. przeszła na jej własność. Ponadto cukrownia uzyskała od PKP wagony towarowe i parowozy, którymi przez kolejne 10 lat prowadzono przewozy w czasie kampanii cukrowniczych. W sumie kłopoty w utrzymaniu nawierzchni i mała zdolność produkcyjna zakładu spowodowały, że w latach 1968/9 kolejkę rozebrano, a tabor w dużej części złomowano.

## Linie kolejowe wchodzące w skład Gdańskich Kolei Dojazdowych
Część prawobrzeżna
- Linia kolejowa Lisewo Wąskotorowe – Ostaszewo Żuławskie – Nowy Dwór Gdański Wąskotorowy
- Linia kolejowa Lisewo Wąskotorowe – Malbork Kałdowo Wąskotorowy
- Linia kolejowa Malbork Kałdowo Wąskotorowy – Lipinka Gdańska – Nowy Dwór Gdański Wąskotorowy
- Linia kolejowa Lichnowy – Nowy Staw Wąskotorowy – Lipinka Gdańska
- Linia kolejowa Stegna – Rybina – Nowy Dwór Gdański Wąskotorowy
- Linia kolejowa Prawy Brzeg Wisły – Stegna – Sztutowo
- Linia kolejowa Sztutowo – Krynica Morska – Nowa Karczma
- Linia kolejowa Malbork Kałdowo Wąskotorowy – Stare Pole – Fiszewo – Jasna

Część lewobrzeżna
- Linia kolejowa Gdańsk Wąskotorowy – Odrzygość – Koszwały – Lewy Brzeg Wisły
- Linia kolejowa Koszwały – Cedry Wielkie – Giemlice – Odrzygość